# Sevrier
Sévrier este o comună în departamentul Haute-Savoie din sud-estul Franței. În 2009 avea o populație de 3.835 de locuitori.

## Evoluția populației
| An        | 1975  | 1982  | 1990  | 1999  | 2006  | 2009  |
| --------- | ----- | ----- | ----- | ----- | ----- | ----- |
| Populație | 2.163 | 2.465 | 2.980 | 3.421 | 3.922 | 3.835 |